# Alexander Jakesch
Alexander Jakesch (9. června 1862 Praha-Nové Město – 6. února 1934 Praha), byl český malíř, sochař, grafik a pedagog.

## Život
Alexandr Jakesch se narodil v Praze na Novém Městě. Jeho otec Vojtěch Jakesch byl notářským koncipientem. V letech 1878-1880 studoval na pražské akademii výtvarných umění a od října 1881 do roku 1886 pokračoval ve studiu na Královské akademii umění v Mnichově. Po návratu do Prahy znovu pokračoval ve studiu na malířské akademii u profesora Františka Sequense. V roce 1889 studium na pražské malířské akademii ukončil. V roce 1892 mu byla udělena „římská cena“ a v letech 1893-1894 cestoval spolu se svým bratrem Heinrichem Jakeschem po Itálii. Během tohoto pobytu vytvořil mnoho žánrových děl a obrazů krajin. Po návratu maloval velkoformátové pohledy Prahy a dalších měst Čech a Moravy. Kromě malování pracoval technikou leptu a rovněž se realizoval jako zručný sochař. Vytvořil mj. náhrobek svému předčasně zemřelému bratru Heinrichovi. V roce 1903 se stal profesorem na pražské uměleckoprůmyslové škole, na které vychoval celou řadu výtvarníků. V roce 1914 se Alexandr Jakesch oženil. Za ženu si vzal Annu Bergmanovou z Mladé Boleslavi.
Alexandr Jakesch vytvořil kromě řady salonních děl, vystavovaných v Krasoumné jednotě i alegorickou výzdobu císařských lázních v Karlových Varech.

## Galerie

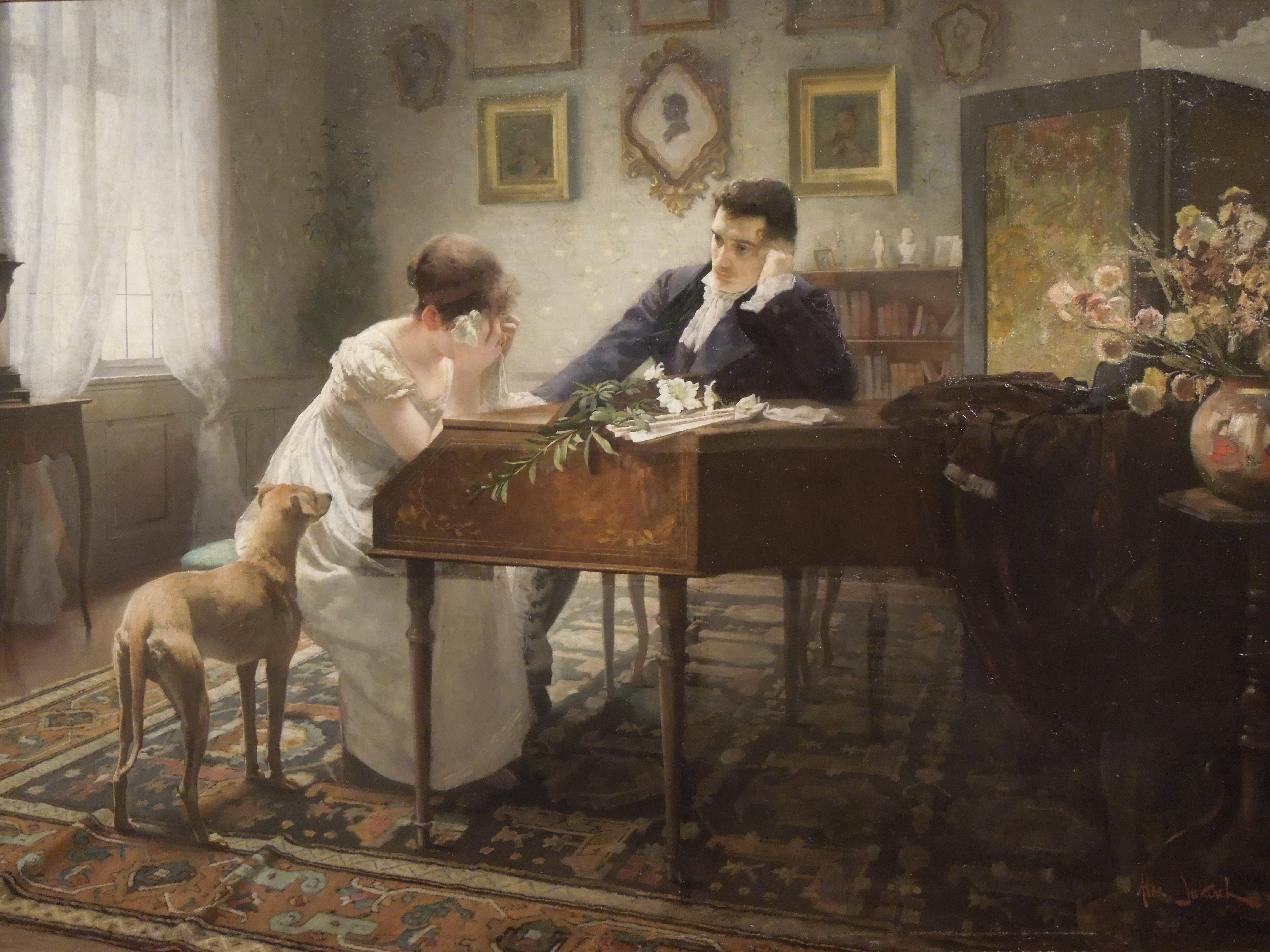
Alexander Jakesch - Stará historie
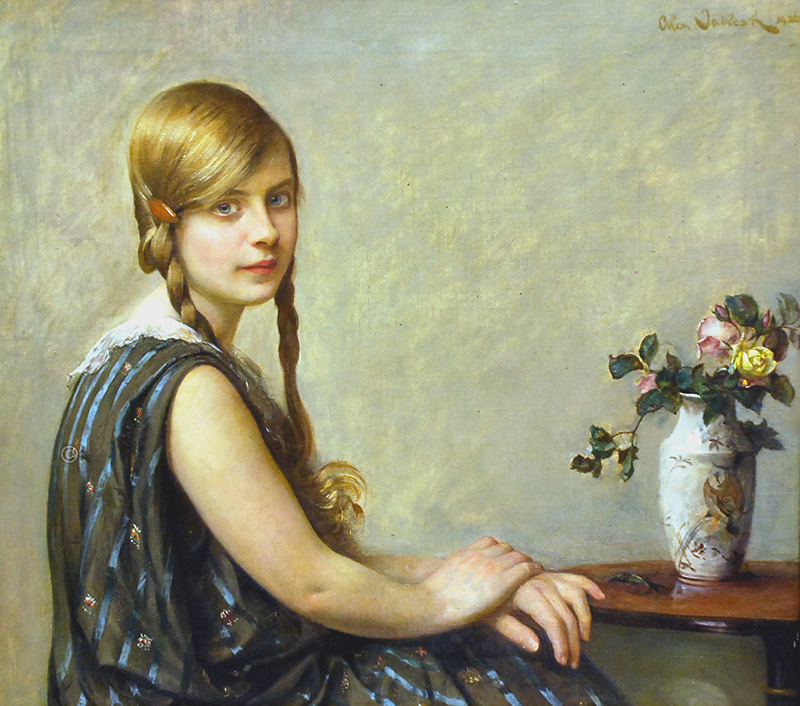
Alexander Jakesch - Sedící dívka (cca 1900)
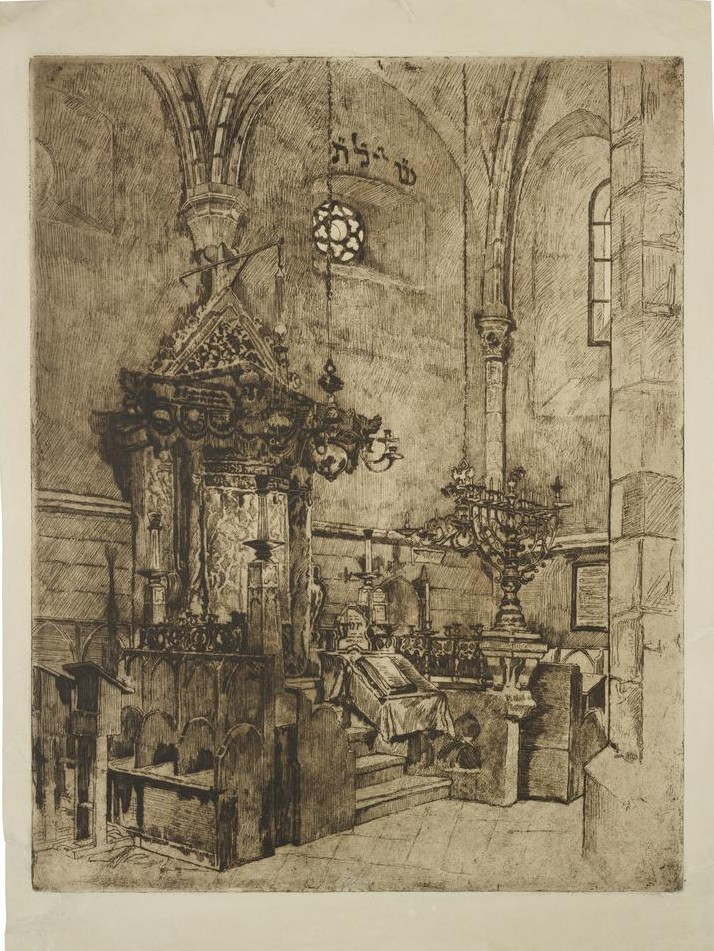
Alexander Jakesch - Pohled od hlavní lodi Staronové synagogy v Praze
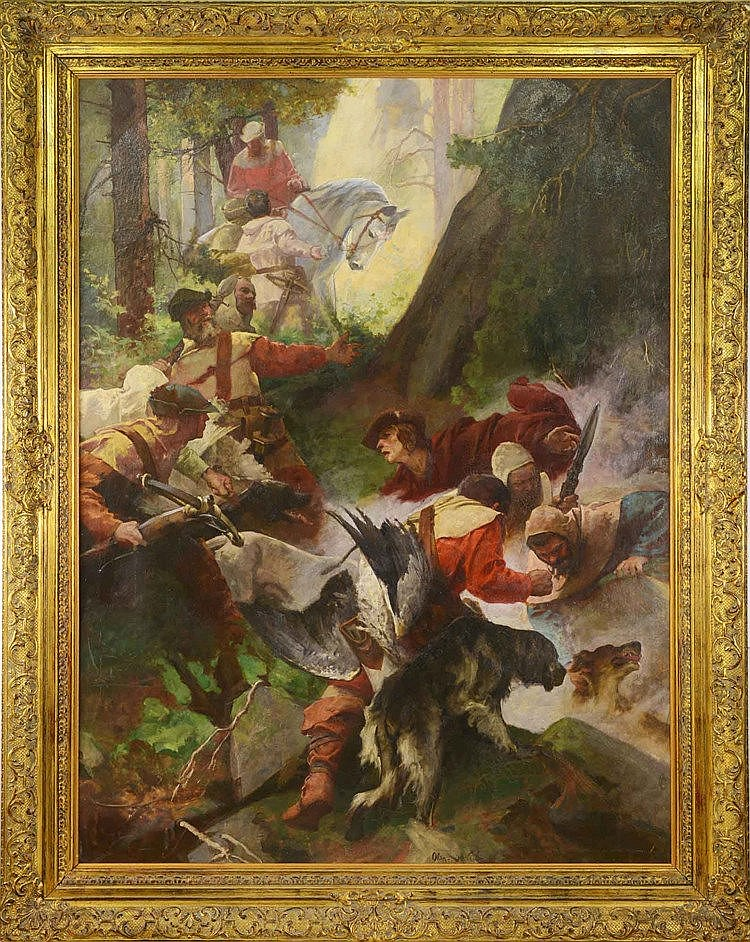
Jakesch Alexander - Objevení horkých pramenů Karlem IV. (1897)